# (280244) 2002 WP11
2002 دابليو بي 11 (ويعرف أيضًا باسم (280244) 2002 دابليو بي 11 وفق تسمية الكوكب الصغير) (بالإنجليزية: 2002 WP11)‏ هو كويكب ضمن حزام الكويكبات؛ وترتيبه 280244 من حيث الاكتشاف.
اكتُشف هذا الجُرم الفلكي بواسطة ماسح الأجرام القريبة من الأرض كامبو إمبريتر في 27 نوفمبر 2002.

## وصلات خارجية
- (280244) 2002 WP11 في قاعدة بيانات مختبر الدفع النفاث لأجرام النظام الشمسي الصغيرة

- الاكتشاف · مخطط المدار ·  العناصر المدارية · المعلمات المادية

- (280244) 2002 WP11 على موقع ويكي سكاي: DSS2, SDSS, GALEX, IRAS, Hydrogen α, X-Ray, Astrophoto, Sky Map, Articles and images